# ماریون جسوپ
 ماریون جسوپ (انگلیسی: Marion Jessup؛ زاده ۶ مهٔ ۱۸۹۶ درگذشته ۱۴ اوت ۱۹۸۰) یک تنیس‌باز اهل ایالات متحده آمریکا بود.